# Bobó de camarão

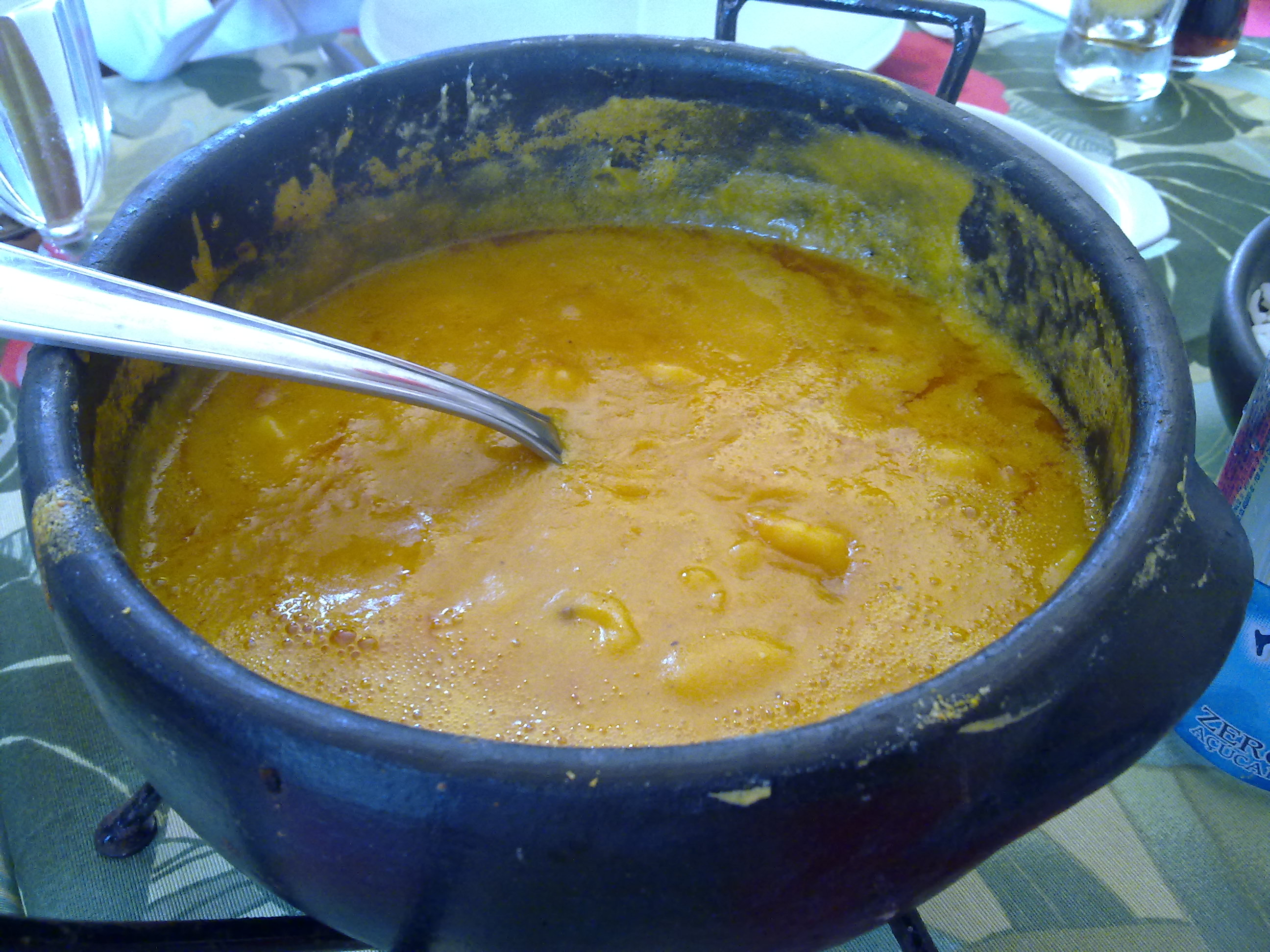
Bobó de camarão servido em restaurante de Porto Alegre, no Rio Grande do Sul, no Brasil

Bobó de camarão é um prato da culinária afro-brasileira. De consistência cremosa, é feito com camarões refogados em temperos verdes e leite de coco, misturados no purê de macaxeira e mais azeite de dendê (opcional), gengibre e camarões secos (opcionais). É servido acompanhado de arroz branco, mas também pode ser servido com pirão.

## Etimologia
"Bobó" é oriundo do termo fon bovô.

## Receita moderna

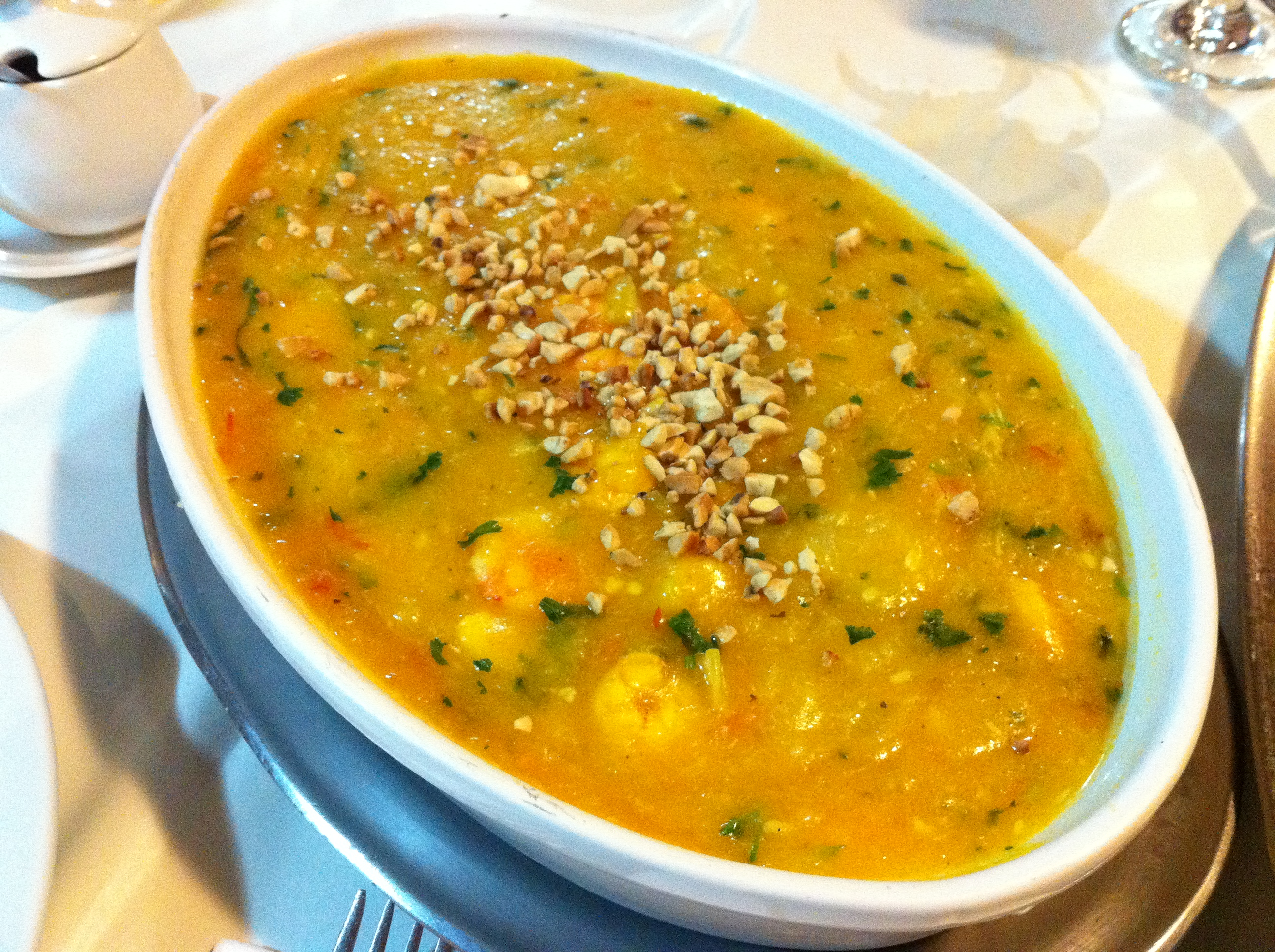
Travessa com bobó de camarão

Ingredientes: dois quilos de camarão fresco, limpo, cascas reservadas; suco de um limão, sal, pimenta-do-reino; seis tomates; um  pimentão picado; duas cebolas raladas; dois dentes de alho; quatro galhos de coentro; uma folha de louro; meio amarrado de salsa; três vidros de leite de coco de 250 mililitros cada; meia xícara de azeite; duas colheres de sopa de dendê; duas xícaras do caldo da fervura das cabeças; um quilo de aipim novo; uma xícara de castanhas de caju moídas. Temperar camarões com limão, pimenta e sal. Ferver as cabeças e cascas na água com uma cebola cortada ao meio, louro, coentro e salsa, reduzir a água à metade.
Peneirar, espremendo, reservar o caldo. Refogar o alho e a cebola ralada no azeite de dendê, juntar os camarões, pimentão e tomates, juntar metade do leite grosso do coco e metade do caldo das cascas. Juntar o aipim. Ferver em fogo alto, depois de retirar os camarões cozidos. Quando o aipim desmanchar, juntar, aos poucos, o resto do caldo e do leite de coco. Pronto (há quem passe no liquidificador), juntar, de novo, os camarões com as castanhas, salsa, dendê. Servir com angu de arroz, arroz branco ou acaçá.

## Receita alternativa
Dois quilos camarão limpos e descascados, cinco tomates sem pele nem sementes, duas cebolas, sal, dois vidros leite de coco pequenos, meia xícara azeite, duas colheres de sopa de dendê, duas xícaras caldo da fervura dos camarões, um molho de coentro, um quilo de aipim. Salgar os camarões e espremer sobre eles o limão. Ferver as cabeças, sem olhos, com um pouco de água, liquidificar, reservar. Fritar no azeite os camarões com tomates, cebola, coentro cortado miúdo, juntar o leite de coco e reservar. Cozinhar o aipim, liquidificar, adicionar os camarões, acrescentar o dendê. Servir bem quente.